# Hideki Shirakawa
Hideki Shirakawa (白川 英樹, Shirakawa Hideki) (Tóquio, 20 de agosto de 1936) é um químico japonês.

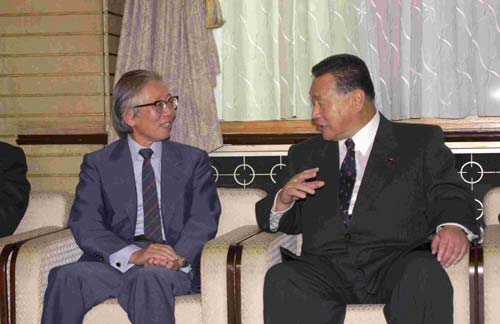
Shirakawa com Yoshirō Mori, no Kantei em 18 de outubro de 2000

Obteve seu doutorado em química pelo "Instituto Tecnológico de Tóquio" em 1966. Neste mesmo ano ocupou o cargo de professor associado no  "Instituto de Ciências dos Materiais" na Universidade de Tsukuba (Japão). Desde 1982 é professor numerário dessa instituição, atualmente com a cátedra de professor emérito.
As pesquisas  no campo dos polímeros, especialmente do acetileno, o levaram a descoberta, quando ocupava o cargo de pesquisador no laboratório de química do Instituto Tecnológico de Tóquio, das propriedades condutoras deste material ao ser contaminado com traços de outras substâncias.
As descobertas de Shirakawa interessaram o químico neozelandês Alan G MacDiarmid e o físico norte-americano Alan J Heeger, com os quais iniciou uma frutífera relação científica e investigativa que resultou na publicação conjunta do artigo "Síntese de polímeros orgânicos condutores derivados halogenados do poliacetileno (C2H2)n", no  prestigioso "Journal of Chemical Society" no verão de 1977.
Em reconhecimento a sua descoberta das propriedades eletrocondutoras de alguns derivados do poliacetileno recebeu o Nobel de Química de 2000, galardão que compartilhou com seus companheiros de pesquisa Alan Heeger e Alan MacDiarmid.